# Проклятието на фараоните
Проклятието на фараоните е суеверие, според което бърза смърт ще сполети всеки, който се докосне до погребална могила или мумия от фараонското царство на Древен Египет.

## Съвременна легенда
Проклятието на фараоните се изгражда най-вече след печално известния случай със смъртта на откривателите на гробницата на Тутанкамон на 6 ноември 1922 г. .
Магическата природа на „проклятието“ се отрича от „чистата наука“, обаче фактите след срещата с погребалната маска на фараона са:
- лорд Джордж Хърбърт Карнарвън умира само 4 месеца след финансираното от него откритие[2];
- само няколко дни след него умира и археолога Артур Мейс;
- след него умира и рентгенологът Арчи Рейд;
- месеци след Рейд умира американецът Джордж Гоулд, който също влязъл във фараонската гробница;
- в 1928 г. неочаквано умира и секретарят на Хауърд Картър – Ричард Бартел;
- в 1930 г. умира доведения брат на Хауърд Картър;
- след братът умира и вдовицата му;
- Хауърд Картър умира последен, само шест месеца преди началото на Втората световна война.

### Критика
Обикновено „проклятието“ се приписва заради недоброжелателното и комерсиално отношение към археологическите паметници, които таят и крият паметта на човечеството.

Следва обаче да се разграничава недоброжелателното и вандалско отношение към артефактите от любителското и профанно такова. Например Керам пише за сполучливия израз на Йохан Винкелман от април 1748 г. по отношение на меценатството на кралската двойка на Неаполитанското кралство, спонсорирала разкопките на Помпей: 
| „ | Разбират от старини толкова, колкото свиня от кладенчева вода. | “ |